# Gnamptogenys rohdendorfi
Gnamptogenys rohdendorfi (лат.) — ископаемый вид муравьёв из подсемейства Ectatomminae (Formicidae). Назван в честь советского палеоэнтомолога и энтомолога Бориса Борисовича Родендорфа (1904—1977; ПИН СССР, Москва).

## Описание
Обнаружен в нижнеэоценовом балтийском янтаре (Литва, Priabonian, 37,2—33,9 млн лет назад), голотип PIN-364/208. Длина тела самца 8,5 — 9,0 мм. Длина головы с мандибулами 1,7 мм, длина груди 3,2 мм. Переднее крыло с замкнутыми ячейками 1 + 2r, 3r, rm и mcu. Ячейка 3r примерно в четыре раза длиннее своей максимальной ширины, вершина заостренная и лежит на переднем крае крыла. Ячейка rm пятиугольная, потому что поперечные жилки rs-m и r-rs пересекаются с RS в разных точках, которые разделены примерно одной длиной r-rs. 2M лишь немного короче RS-M. Ячейка mcu пятиугольная, её длина в 1,5 раза больше максимальной ширины. 1RS немного короче 1M. Глаза и оцеллии крупные. Нижнечелюстные щупики 5-члениковые.